# Nolana leptophylla
Nolana leptophylla är en potatisväxtart som först beskrevs av John Miers, och fick sitt nu gällande namn av Ivan Murray Johnston. Nolana leptophylla ingår i släktet cymbalblommor, och familjen potatisväxter. Inga underarter finns listade i Catalogue of Life.

## Bildgalleri

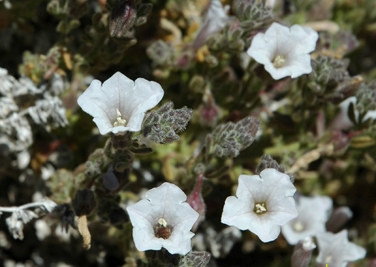